# Henderson (Texas)
Pour les articles homonymes, voir Henderson.
La ville de Henderson est le siège du comté de Rusk, dans l’État du Texas, aux États-Unis. Sa population s’élevait à 13 712 habitants lors du recensement de 2010, estimée à 13 416 habitants en 2016.